# Páldi Ede
Páldi Ede (Pécs, 1916. december 9. – 2012. március 27.) magyar nemzetközi labdarúgó-játékvezető. Polgári foglalkozása vasutas, a pécsi MÁV Igazgatóságnál.

## Pályafutása

### Labdarúgóként
A Pécsi VSK csapatában focizott, majd két alkalommal is megsérült. Ekkor döntött úgy, hogy megpróbál levizsgázni a játékvezetésből.

### Labdarúgó-játékvezetőként
Átlagos magasságú, vékony testalkatú, erős izomzatú sportember. Sok futással igyekezett alkalmazkodni a játék képéhez, esemény közelből hozott ítéleteket. Anyanyelvén - magyar - kívül a FIFA akkori korban (mai elfogadott nyelvek: angol, francia, spanyol, német ) elfogadott (német, francia) - nyelvei közül németül beszélt.
Mottója: Egy játékvezető életében szükségesek a véletlenek, meg a segítő kezek.

#### Nemzeti játékvezetés
A játékvezetői vizsgát 1939-ben tette le, de nem kezdett mérkőzéseken bíráskodni, tovább próbálkozott a labdarúgással. Huszonöt éves korában, 1941-ben egy váratlan felkéréssel kezdődött a játékvezetői tevékenysége. Nézőként rendszeresen kijárt ifjúsági és felnőtt mérkőzésekre. Egy alkalommal Kovács József az akkori megyei szövetség első embere, a Délnyugat LSZ főtitkára - később az országos JB elnöke - felkérte, hogy bíró hiányában vállalja el a mérkőzés levezetését, némi unszolás után igent mondott. Sokak megelégedésére jól vezette a találkozót. Ezt követően a megyéjében különböző labdarúgó bajnokságokban rendszeresen vezetett mérkőzést, hogy a  szükséges tapasztalatokat megszerezze. 1941-ben egy ifjúsági mérkőzés szünetében - megint - Kovács József az öltözőben tájékoztatta, hogy az NB. II-es találkozó játékvezetője nem érkezett meg. A csapatok a DVAC–Simontornya vezetői felkérték a találkozó levezetésére. 1943-ban lett országos, NB. II-es játékvezető. 1944-től a háborús események miatt szüneteltette játékvezetői tevékenységét. 1946-ban Magyarország legfiatalabb NB. I-es játékvezetőjeként vezette a Diósgyőr–Szombathelyi Haladás (1:2) találkozót. Az aktív nemzeti játékvezetéstől 1962-ben vonult vissza. 1962 júliusában az Magyar Testnevelési és Sport Tanács (MTST) sportpolitikai okokból egyik napról a másikra drákói határozattal olyan döntést hozott, hogy az élvonalbeli játékvezetők életkorát 50 évről azonnali végrehajtással 45 évre szállította le. Egy csapással 37 játékvezetőnek törték derékba sportpályafutását. Első ligás mérkőzéseinek száma: 198

#### Nemzetközi játékvezetés
A Magyar Labdarúgó-szövetség (MLSZ) Játékvezető Bizottságának felterjesztésére 1960-ban nemzetközi játékvezető, a Nemzetközi Labdarúgó-szövetség (FIFA) bíróinak tagja lett. Ő volt Magyarországon az első vidéki FIFA játékvezető. Nemzetközi játékvezetői pályafutását a FIFA által hozott határozat - 50 évről 45 évre szállította le a korhatárt - vetett véget. Az Európai Labdarúgó-szövetség (UEFA)  Játékvezető Bizottsága 1961-ben búcsúmérkőzéssel, egy jótékonysági Rapid–Ausztria mérkőzés vezetésével köszönte meg nemzetközi működését. Válogatott mérkőzéseinek száma: 13

##### Kupamérkőzés
Több UEFA-kupa és egyéb nemzetközi kupamérkőzést vezetett. Vezetett mérkőzéseinek száma: 27

## Sportvezetői pályafutása
Nemzetközi játékvezetői pályafutását követően FIFA, UEFA és MLSZ ellenőr lett. A Baranya megye Labdarúgó-szövetség Játékvezető Bizottságának elnöke. 1962-től az MLSZ JB elnökségi tagja és 25 éven keresztül az utánpótlás bizottságának vezetője, valamint a téli és nyári országos edzőtáborozás táborparancsnoka volt.

## Sikerei, díjai
Több munkahelyi és sport kitüntetésben részesült, ezek közül legbüszkébb a Testnevelés és Sport Érdemérem arany fokozat kitüntetésére, melyet rajta kívül eddig játékvezető még nem kapott. 2005-ben Baranya Megyei Labdarúgó-szövetség a 65 éve vizsgázott játékvezetőt emléklappal tüntette ki.

## Családi kapcsolat
A fia és a lánya is vizsgázott játékvezető. Mindketten több ifjúsági és serdülő mérkőzéseket vezettek. Az unokája Tatai Péter volt NB. II-es játékvezető.